# Кронквист, Артур
А́ртур Джон Кро́нквист (англ. Arthur John Cronquist, 1919—1992) — американский ботаник, разработчик таксономической системы классификации цветковых растений, известной как Система Кронквиста, которую он изложил в работах:
- Единая система классификации цветковых растений (An Integrated System of Classification of Flowing Plants), 1981;
- Эволюция и классификация цветковых растений (The Evolution and Classification of Flowing Plants), первое издание — 1968, второе — 1988.

В честь Кронквиста названы роды растений Кронквистия (Cronquistia R.M.King) и Кронквистиантус (Cronquistianthus R.M.King & H.Rob.)